# APEC China 2014
APEC China 2014 fue la vigesimosexta (XXVI) reunión anual del Foro de Cooperación Económica Asia-Pacífico (en inglés, Asia-Pacific Economic Cooperation, APEC) y vigésimo segunda (XXII) de sus líderes. Fue realizada en Yanqi Lake, Huairou, Pekín, entre el 10 y el 12 de noviembre de 2014.

## Preparaciones
Según el periodista John Pomfret, China gastó USD 6 mil millones en preparaciones para la cumbre.
China intentó impedir el frecuente esmog de Pekín durante la reunión, a través de varias medidas, incluyendo restricciones vehiculares y el cierre temporal de fábricas en Pekín y la provincia circundante de Hebei. El cielo estuvo despejado en los inicios de la semana de la cumbre de APEC, aunque estaba pronosticado que estaría un poco nuboso durante la cumbre. Los esfuerzos provocaron una respuesta negativa entre usuarios de internet, que usaron la frase «APEC blue» («APEC azul») referido de manera irónica a algo fugaz.
Pekín prohibió a los usuarios de metro usar disfraces de Halloween durante el evento, por motivos de orden público.

## Acontecimientos
El presidente chino Xi Jinping y el primer ministro japonés Shinzo Abe tuvieron una reunión bilateral anticipada el 10 de noviembre. Ambos dirigentes fueron descritos en las fotografías previas a la reunión como evidentemente tensos.
El 12 de noviembre, Xi y Obama anunciaron que sus dos naciones trabajarían para reducir la emisión de gases invernadero. Los Estados Unidos reducirían sus emisiones de carbono en un 26% a 28% al 2025, mientras que China alcanzaría sus niveles máximos de emisiones de carbono al 2030 y se esforzará para conseguir que un 20% de su energía provenga de fuentes que no produzcan emisiones de carbono. Este acuerdo marca la primera ocasión en que China acordó limitar sus emisiones de carbono.

## Asistentes
Fue la primera cumbre APEC para el presidente indonesio Joko Widodo y el primer ministro tailandés Prayut Chan-o-cha, desde que asumieron dichos cargos el 20 de octubre de 2014 y el 22 de mayo de 2014, respectivamente.
| Líderes asistentes a la cumbre | Líderes asistentes a la cumbre | Líderes asistentes a la cumbre | Líderes asistentes a la cumbre |
| País                           | Cargo                          | Nombre                         |                                |
| ------------------------------ | ------------------------------ | ------------------------------ | ------------------------------ |
| Australia                      | Primer ministro                | Tony Abbott                    |                                |
| Brunéi                         | Sultán                         | Muda Hassanal Bolkiah          |                                |
| Canadá                         | Primer ministro                | Stephen Harper                 |                                |
| Chile                          | Presidente                     | Michelle Bachelet              |                                |
| China Taipéi                   | Representante especial         | Vincent Siew                   |                                |
| China                          | Presidente                     | Xi Jinping                     |                                |
| Corea del Sur                  | Presidente                     | Park Geun-hye                  |                                |
| Estados Unidos                 | Presidente                     | Barack Obama                   |                                |
| Filipinas                      | Presidente                     | Benigno Aquino III             |                                |
| Hong Kong                      | Jefe Ejecutivo                 | Leung Chun-ying                |                                |
| Indonesia                      | Presidente                     | Joko Widodo                    |                                |
| Japón                          | Primer ministro                | Shinzō Abe                     |                                |
| Malasia                        | Primer ministro                | Najib Razak                    |                                |
| México                         | Presidente                     | Enrique Peña Nieto             |                                |
| Nueva Zelanda                  | Primer ministro                | John Key                       |                                |
| Papúa Nueva Guinea             | Primer ministro                | Peter O'Neill                  |                                |
| Perú                           | Presidente                     | Ollanta Humala                 |                                |
| Rusia                          | Presidente                     | Vladímir Putin                 |                                |
| Singapur                       | Primer ministro                | Lee Hsien Loong                |                                |
| Tailandia                      | Primer ministro                | Prayut Chan-o-cha              |                                |
| Vietnam                        | Presidente                     | Trương Tấn Sang                |                                |